# Várfölde
Várfölde là một thị trấn thuộc hạt Zala, Hungary. Thị trấn này có diện tích 14,87 km², dân số năm 2010 là 207 người, mật độ 14 người/km².